# 阿德姆·利亚伊奇
阿德姆·利亚伊奇（發音：[ǎːdem ʎǎːjitɕ]；1991年9月29日—），是一名塞尔维亚职业足球运动员，司職進攻中場，也能擔任翼鋒。現效力於土超球隊卡拉古拉克。

## 球員生涯
柏迪遜
拿積於2005年加入柏迪遜。他首次在一隊上陣是在2008年7月29日，2008/09賽季歐洲聯賽冠軍盃第二輪資格賽第一回合，他以後備身份上陣。他取得的第一個入球是在2008年11月23日聯賽對陣OFK貝爾格萊德的賽事。 
接近曼聯
2009年1月，英超球隊曼联宣布利亚伊奇与队友蘇蘭·托錫一起转会曼联，蘇蘭·托錫将直接进入曼联阵容，而拿積则将以租借形式留在游击队效力。2009年12月3日曼聯在網站宣佈球隊雖然有收購權，但由於中場人材過剩及財政問題，決定取消交易。
費倫天拿
2010年1月13日，意甲球隊費倫天拿宣佈簽下拿積。通過體檢後，拿積簽訂了為期5年的合約，轉會費為750萬歐元。拿積首次為費倫天拿上陣是在2010年1月31日聯賽作客2-2戰平卡利亞里的賽事，他在82分鐘後備上陣。
2012年5月2日，在一場意甲聯賽中，費倫天拿時任主教練德里奥·罗西在把拿積換下後，拿積在鼓掌後被德里奥·罗西認為是在諷刺他，德里奥·罗西立即痛毆在後備席的拿積。比赛结束后，德里奥·罗西馬上被俱樂部解雇。事後，拿積的隊友認為拿積並沒有冒犯德里奥·罗西的意思。
2012-13賽季，拿積在主場對陣國際米蘭時與隊友祖維迪各自梅開二度，以4-1擊敗對手。

## 國家隊
拿積首次為塞爾維亞U-21上陣是在2008年9月7日，2009年歐洲U-21足球錦標賽外圍賽對匈牙利U-21的賽事。

## 榮譽
柏迪遜
- 塞爾維亞超級足球聯賽冠軍：2008/09年
- 塞爾維亞盃冠軍：2008/09

## 外部連結
- 90后妖人-利亚伊奇[永久]
- 費倫天拿官方 拿積檔案[永久]
- 专访塞尔维亚双星：粉丝托希奇 利亚伊奇带球飞快
- 意甲 利亚伊奇[永久]
- 利亚伊奇 星报[永久]